# 疫路有你 (胡迪歌曲)
《疫路有你》是一首歌曲，發佈於2020年4月。歌曲由河北省對口支援神農架林區防治工作隊作詞，由胡迪作曲、演唱。歌曲致敬COVID-19疫情期间在一線的工作人員。